# Micrilema crawshayi
Micrilema crawshayi là một loài bướm đêm thuộc phân họ Arctiinae, họ Erebidae.